# Centaurea drabifolioides
Centaurea drabifolioides — вид квіткових рослин айстрових (Asteraceae). Ендемік Туреччини (пн. Анатолія).

## Морфологічна характеристика
Стебло крилате. Прикореневі листки лінійно-ланцетні, цілі, сірувато шорсткі. Квіткові голови яйцювато-довгасті. Сім'янки 6 × 1.5 мм, лінійні й коричневі.